# Annasofía Facello
Annasofía Facello (Pocitos, Montevideo, 26 de noviembre de 1986), es una actriz, modelo y comunicadora uruguaya.

## Biografía
Sus primeros trabajos fueron en la revista Galería, y en El Observador. Comenzó su carrera en la televisión como asistente de producción en el programa Consentidas de Canal 10, y más tarde en Lo mejor de lo mejor. No fue hasta 2011 donde apareció frente a cámaras, como movilera en el programa Conectados. Desde allí, ha formado parte de varios programas del canal. Entre 2012 y 2014 fue locutora del programa Yo y 3 más conducido por Jorge Piñeyrúa, en 2013 fue coconductora del concurso Lo sabe o no lo sabe junto a Diego González. Además fue, durante seis temporadas, la coconductora de la versión uruguaya de Escape perfecto, junto a Alberto Sonsol, y en la «versión famosos» junto a Claudia Fernández.
En 2016 participó del cortometraje Las dos dirigido por Emiliano Umpiérrez, el cual compitió en el Festival Internacional de Cine de Huesca. En 2019 fue la conductora de la competencia de cerveceros Brew Master, reality show emitido y producido por Canal 10.
En junio de 2020 condujo el programa Amamos el talento junto a Noelia Etcheverry, pero abandona semanas después. En 2020 protagonizó el cortometraje de comedia Made in China, producido por Aparato y Pardelion Film, que gira en torno de la cuarentena por la Pandemia por COVID-19. También protagonizó el corto titulado Fashion Avenue, producido por Montelona Cine y dirigido por Guillermo Madeiro. Fue presentado en el Fashion Film Festival de Atenas.
En 2021 condujo la primera temporada de Bake Off Uruguay por Canal 4, versión uruguaya del formato internacional de pastelería británico del mismo nombre. Ese mismo año formó parte de Desjuntados en Río, serie brasileña para Amazon Prime Video filmada en Uruguay y dirigida por Anne Pinheiro Guimarães y Olívia Guimarães. Meses después se mudó a Buenos Aires a continuar con su carrera actoral.
En el 2022 participó de la película argentino-uruguaya Noche americana, interpretando a una azafata. Ese mismo año se confirmó que formaría parte del elenco de la segunda temporada de Argentina, tierra de amor y venganza, interpretando el papel de Fabiana. En febrero de 2024 fichó como asesora del concurso de talentos de Teledoce, Veo como cantas.

## Filmografía
| Año         | Título                | Rol          | Canal    | Notas       |
| ----------- | --------------------- | ------------ | -------- | ----------- |
| 2011 - 2012 | Conectados            | Movilera     | Canal 10 |             |
| 2012 - 2014 | Yo y tres más         | Locutora     | Canal 10 |             |
| 2013 - 2014 | Lo sabe o no lo sabe  | Coconductora | Canal 10 |             |
| 2014 - 2020 | Escape perfecto       | Coconductora | Canal 10 |             |
| 2019        | Brew Master           | Conductora   | Canal 10 |             |
| 2020        | Amamos el talento     | Conductora   | Canal 10 | Un programa |
| 2021        | Bake Off Uruguay      | Conductora   | Canal 4  | Temporada 1 |
| 2023        | ¿Quién es la máscara? | Participante | Teledoce | Ganadora    |
| 2024        | Veo como cantas       | Asesora      | Teledoce |             |
| 2025        | Tu Cara Me Suena      | Participante | Teledoce | En emisión  |
|             |                       |              | Teledoce |             |
| Año  | Título                               | Rol     | Canal              | Notas                  |
| ---- | ------------------------------------ | ------- | ------------------ | ---------------------- |
| 2021 | Desjuntados en Río                   | Jane    | Amazon Prime Video | Participación especial |
| 2022 | Argentina, tierra de amor y venganza | Fabiana | El Trece           | Temporada 2            |
| 2023 | Los protectores                      | Mechi   | Star+              |                        |
| 2024 | Margarita[27]                        | Paloma  | Max                |                        |

### Cine
| Año  | Título          | Personaje  | Notas                   |
| ---- | --------------- | ---------- | ----------------------- |
| 2016 | Las dos         | Mariana    | Cortometraje            |
| 2020 | Made in China   | Sofía      | Cortometraje de comedia |
| 2020 | Fashion Avenue  | Ella misma | Protagonista            |
| 2021 | Abyecta         | Ella misma | Protagonista            |
| 2022 | Noche americana | Azafata    | Elenco secundario       |
| 2025 | Corazón delator | Gimena     | Elenco secundario       |

## Premios y nominaciones
| Año  | Premio               | Categoría  | Trabajo    | Resultado | Ref.   |
| ---- | -------------------- | ---------- | ---------- | --------- | ------ |
| 2014 | Premios Iris Uruguay | Revelación | Yo y 3 más | Ganadora  | [ 28 ] |